# Cyrus Scofield
Pour les articles homonymes, voir Scofield.
Cyrus Ingerson Scofield (° 19 août 1843 - † 24 juillet 1921) est un théologien américain, pasteur, congrégationaliste, et écrivain.

## Biographie
Scofield a appris le métier d’avocat dans le cabinet de son beau-frère, avant de travailler au bureau de l’assesseur de St-Louis (Missouri) . En 1869, il a déménagé à Atchison (Kansas). En 1871, il a été élu à la Chambre des représentants du Kansas. En 1873, il a été nommé procureur de district du Kansas.
Après avoir écouté le témoignage d’un ami avocat Scofield, a vécu une nouvelle naissance et est devenu chrétien évangélique en 1879.

## Ministère
En 1879, il est devenu secrétaire du YMCA de Saint-Louis.
En 1880, il a été ordonné ministre congrégationaliste . En 1883, il est devenu pasteur d’une église congrégationaliste à Dallas (Scofield Memorial Church) jusqu’en 1895. En 1895, il est devenu pasteur de l’église Trinitarian Congregational Church of Northfield (Massachusetts). 
En 1888, Scoffield participe à la Niagara Bible Conference, où il rencontre Hudson Taylor, missionnaire en Chine. Ils deviennent tous deux amis, et l'approche de Taylor sur les missions chrétiennes influença Scofield lorsqu'il fonde la Central American Mission en 1890.
Les cours d'étude de la Bible par correspondance est à la base de sa Bible de référence, une Bible d'étude annotée et largement diffusée publiée pour la première fois en 1909 par Oxford University Press. Les notes de Scofield sont alignée avec le dispensationalisme, une théologie formulée en partie au milieu du XIXe siècle par l'Anglo-irlandais John Nelson Darby, qui comme Scofield avait une formation de juriste.

## Source
- (en) Cet article est partiellement ou en totalité issu de l’article de Wikipédia en anglais intitulé « C. I. Scofield » (voir la liste des auteurs).